# Salón de Artistas Colombianos
Der Salón de Artistas Colombianos (deutsch: Salon der kolumbianischen Künstler) ist eine kulturelle Veranstaltung in Kolumbien mit großer Reichweite. Er findet jährlich zwischen dem 5. August und dem 12. September statt und hat zwei Hauptkategorien: Eine nationale Veranstaltung und regionale Wettbewerbe.
Zum ersten Mal fand der Salón 1931 unter der Präsidentschaft von Enrique Olaya Herrera statt, dessen Verwaltung eine öffentliche Galerie gründen wollte. 1931 fand die Veranstaltung im Parque de la Independencia in Bogotá statt.

## Preisträger (unvollständig)
- 1931: Erster Preis: Ricardo Gómez Campuzano (Malerei), Luis Alberto Acuña (Skulptur)
- 1940: Erster Preis: Ignacio Gomez Jaramillo für Madre del pintor; Goldmedaille: Santiago Martínez Delgado für El que volvio
- 1941: Erster Preis: Santiago Martínez Delgado für Interludio; Goldmedaille Débora Arango
- 1942: Erster Preis: Carlos Correa für La Anunciación; Skulptur: José Domingo Domínguez für Angustia
- 1943: keine Verleihung
- 1944: Erster Preis: Miguel Diaz Vargas für Estudio en gris
- 1945: Erster Preis: Jorge Ruíz Linares für Retrato de Eduardo Mendoza
- 1946: Erster Preis: Josefina Albarracín für die Skulptur Cabeza de muchacha und Carlos Díaz Vendaval
- 1950: Erster Preis: Moisés Vargas für die Skulptur Laureano Gómez, Luis Alberto Acuña für El Bautizo de Aquimín
- 1952: Erster Preis: Tito Lombana für die Skulptur San Sebastián, Blanca Sinesterra de Carreño für Delfinius (primavera)
- 1957: Enrique Grau für Elementos bajo un eclipse(Malerei), Hugo Martínez für Forma mística (Skulptur)
- 1958: Fernando Botero für La Camara Degli Sposi (Malerei)
- 1959: Eduardo Ramírez Villamizar für Horizontal blanco y negro (Malerei)
- 1961: Ignacio Gomez Jaramillo für 3 Dibujos (Bild), Pedro Luis Hanné Gallo für Niña pintora (Aufnahme), Manuel Hernández Flores für en blanco y rojo (Malerei)
- 1962: Alejandro Obregón für Violencia (Malerei), Eduardo Ramírez Villamizar für Relieve circular (Skulptur)
- 1963: Pedro Alcántara Herrán für Naturaleza muerta # 1, 2, 3 (Bild), Beatriz Daza für Crisol para Prometeo (Skulptur), Carlos Granada für Solo con su muerte (Malerei), Edgar Negret für Vigilante celeste (Skulptur), Augusto Rendón für Santa Bárbara (Aufnahme)
- 1964: Leonel Góngora für El gran inquisidor (Bild), Eduardo Ramírez Villamizar für Saludo al astronauta (Skulptur), Augusto Rivera für Paisaje y carroña (Malerei)
- 1965: Pedro Alcántara Herrán für De esta tumba, de estas benditas cenizas no nacerán violetas (Bild), Feliza Bursztyn Mirando für al norte (Skulptur), Normam Mejía für La horrible mujer castigada (Malerei)
- 1966: Pedro Alcántara Herrán für Testimonio # 1, 2, 3 (Bild), Roxana Mejía für Ziruma (Keramik), Alejandro Obregón für Ícaro y las avispas (Malerei), Eduardo Ramírez Villamizar für El río (Skulptur), Augusto Rendón für Un homenaje (Aufnahme)
- 1967: Edgar Negret für Cabo Kennedy (Skulptur)
- 1969: Carlos Rojas für Ingeniería de la visión (Malerei)
- 1970: Omar Rayo für Butatán (Malerei)
- 1971: Olga de Amaral für Muro tejido # 79 (Textil)
- 1972: keine Verleihung
- 1973: Ever Astudillo für Dibujo # 10 - # 11 (Bild), Juan Antonio Roda für El delirio de las monjas muertas (Malerei), Carlos Rojas für Espacios (Skulptur)
- 1974: Juan Cárdenas für Autorretrato (Bild), John Castles Modulación für vertical (Skulptur), María de la Paz Jaramillo für La señora Macbeth (Aufnahme)
- 1976: Germán Botero für Torre de metal (Skulptur), Santiago Cárdenas für La corbata (Malerei), Fernell Franco für Interior 1 - Interior 2 (Fotografie)
- 1978: Ana Mercedes Hoyos für Atmósfera (Malerei), Gruppe El sindicato für Alacena con zapatos (Skulptur)
- 1980: María Consuelo García für Juego # 1 (Skulptur), Beatriz Jaramillo für Zócalo (Ton/Bild)
- 1985: Carlos Salazar für La carta (Betsabé) (Malerei), Ronny Vayda für Sin título (Skulptur)
- 1986: Leonel Góngora für Maternidad, Magadalena (Malerei), Víctor Laignelet für Trilogía de los espejos (Malerei), Ángel Loochkarh für El Ángel nos llama (Malerei), Miguel Ángel Rojas für Las partes I - Las partes II (Malerei), Alicia Viteri für Tiempo gris (Malerei), Gustavo Zalamea für Pera amarilla, estudio con frutas (Malerei)
- 1987: Luis Fernando Peláez für Sin título (Skulptur), Aeropuerto Olaya Herrera, Medellín, Doris Salcedo für Sin título (Installation)
- 1989: Diego Mazuera für Desayuno en las rocas (Malerei), Miguel Ángel Rojas für Felicidad perdida (Fotografie), Bibiana Vélez für Dificultad inicial (Malerei), Hugo Zapata für Geografía (Skulptur)
- 1990: Rafael Echeverri für Sin título (Malerei), Consuelo Gómez für Guatavita (Skulptur), María Teresa Hincapié für Una cosa es una cosa (Performance), Alberto Sojo für Sin título (Malerei)
- 1992: Catalina Mejía für Sin título (Malerei), Nadín Ospina für In - Partibus Infidelium (Installation), Enrique Vargas für El hilo de Ariadna (Performance)
- 1994: Fernando Arias für Cuarto frío (Installation), José Horacio Martínez für La Naturaleza no da saltos (Malerei), Alfonzo Suárez Ciodaro für Visitas y apariciones (Performance)
- 1996: María Teresa Hincapié für Divina proporción (Performance), Mario Opazo Ícaro González für die serie de Los ausentes (Installation), Luis Fernando Roldán für Calendario (Malerei)
- 1998: Wilson Díaz für Fallas de origen (Installation), Alejandro Ortiz für Sin título (Installation), Grupo Nómada für Rastros al vacío (Performance)
- 2000: Proyecto Pentágono für PROYECTO PARALE
- 2002: Juan José Rendón für Movimiento interior (Videoinstallation)
- 2004: in Cali
- 200x:
- 2013: in Medellín